# Кыр-Джол (Сузакский айылный аймак)
Кыр-Джол (кирг. Кыр-Жол) — село в Сузакском районе Джалал-Абадской области Кыргызстана. Входит в состав Сузакского айылного аймака.

## География
Село расположено в юго-восточной части области, на левом берегу реки Чангет, на расстоянии приблизительно 21 километра (по прямой) к северу от села Сузак, административного центра района.

## Население
Согласно оценочным данным Национального статистического комитета Кыргызской Республики, численность населения села на начало 2023 года составляла 865 человека.
| год     | 2009 | 2014 | 2015 | 2020 | 2021 | 2023 |
| ------- | ---- | ---- | ---- | ---- | ---- | ---- |
| человек | 530  | 591  | 660  | 805  | 811  | 865  |